# The Energy Of Sound
The Energy Of Sound – pierwszy album projektu Trance Atlantic Air Waves wydany w 1998 roku, złożony z coverów różnych wykonawców.

## Lista utworów
1. „Lucifer” – 3:53
2. „Axel F.” – 3:52
3. „Crockett's Theme” – 3:45
4. „Dance With the Devil” – 3:53
5. „Addiction Day” – 4:56
6. „Magic Fly [Wonderland Mix]” – 6:17
7. „Chase” – 3:37
8. „Twelve After Midnight” – 5:02
9. „L-42” – 4:31
10. „Pulstar” – 6:09